# Stephen Hunt (Fußballspieler, 1981)
Stephen Patrick Hunt (* 1. August 1981 in Port Laoise, Irland) ist ein ehemaliger irischer Fußballspieler. Sein Bruder Noel Hunt ist ebenfalls Fußballprofi.

## Karriere

### Vereine
Hunt spielte von 2001 bis 2005 beim Brentford FC. Vom Juni 2005 bis 2009 spielte er beim FC Reading. Nach Ablauf seines Vertrags unterschrieb er bei Hull City und ein weiteres Jahr später bei den Wolverhampton Wanderers. 2013 bis 2015 spielte er für Ipswich Town in der Football League Championship. 2016 spielte er ein halbes Jahr bei Coventry City, ehe er sein Karriereende bekannt gab.
Er wurde bekannt, als er den Torwart des FC Chelsea Petr Čech in einem Premier-League-Spiel am 14. Oktober 2006 unglücklich am Kopf traf, Čech fiel mit einem Schädelbasisbruch mehrere Monate lang aus.

### Nationalmannschaft
Am 7. Februar 2007 gab er sein Debüt in der irischen Nationalmannschaft im Spiel gegen San Marino.